# Французов, Николай Миронович
Николай Миронович Французов (1920, Петроград — 1969, Ленинград) — советский учёный и инженер, лауреат Ленинской премии.

## Биография
В 1938—1941 и 1946—1949 учился в Ленинградском политехническом институте. С июня 1941 по август 1946 года служил в РККА. В июне 1942 года окончил ускоренный курс Артиллерийской академии. Воевал на Калининском, 1-м Прибалтийском, Западном и 2-м Белорусском фронтах.
В 1950—1956 на партийной работе: секретарь парткома ЛПИ, 2-й и 1-й секретарь Выборгского РК, зав. отделом оборонной промышленности Ленинградского обкома. Делегат XX съезда КПСС (1956).
С июля 1956 года на научно-преподавательской работе в ЛПИ: старший преподаватель, доцент кафедры информационных и управляющих систем, с 1959 года декан радиофизического факультета. Заместитель главного конструктора АСУ «Кварц». Кандидат технических наук (1959).
Скоропостижно умер 10 июля 1969 года.

## Награды и премии
Ленинская премия 1959 года — за создание информационной спутниковой системы.
Награждён орденами Отечественной войны 1 степени, Красной Звезды, «Знак Почёта».